# Jekaterina Fjodorowna Junge

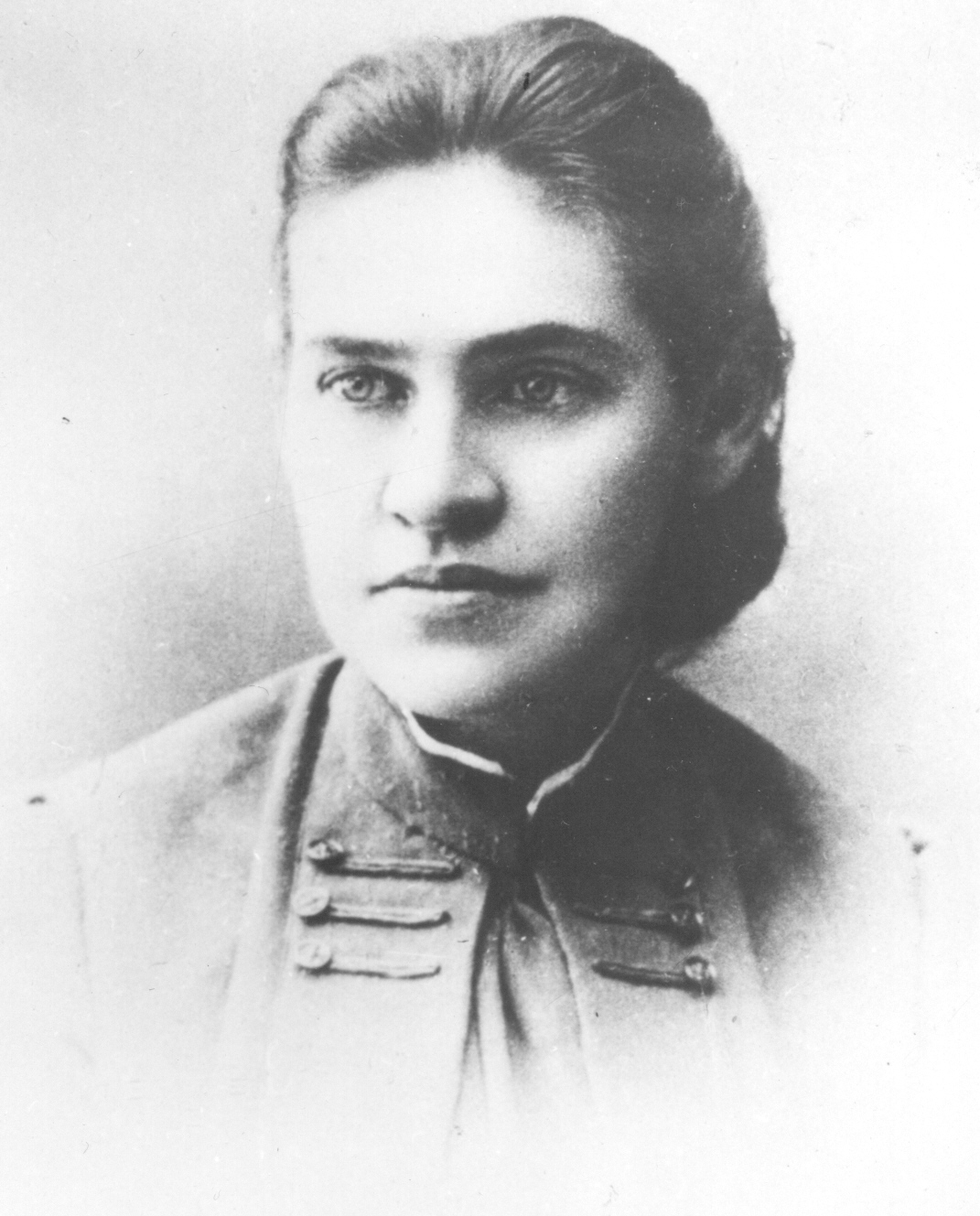
Jekaterina Junge, Foto

Jekaterina Fjodorowna Junge (russisch Екатерина Фёдоровна Юнге, auch Ekaterina Junge transkribiert; * 24. November 1843 in Sankt Petersburg, Russisches Kaiserreich, als Jekaterina Fjodorowna Gräfin Tolstaja; † 20. Januar 1913 in Moskau) war eine russische Landschafts-, Genre- und Porträtmalerin der Düsseldorfer Schule. Auch als Schriftstellerin von Memoiren machte sie sich einen Namen.

## Leben
Junge, Spross des russischen Grafengeschlechtes der Tolstois sowie eine Tochter des Vizepräsidenten der Kaiserlichen Kunstakademie Sankt Petersburg, Fjodor Petrowitsch Tolstoi, und dessen Ehefrau Anastasia Ivanowa (1816–1889), wuchs als „Gräfin Tolstaja“ in einem aristokratisch und musisch geprägten Elternhaus auf. Zu den prägenden Persönlichkeiten, die dort verkehrten, gehörten der Schriftsteller Lew Nikolajewitsch Tolstoi (ihr Cousin zweiten Grades) und der Schriftsteller Alexei Konstantinowitsch Tolstoi (ihr Cousin ersten Grades). Zum Freundeskreis gehörten unter anderem der vom Vater protegierte ukrainische Maler und Schriftsteller Taras Schewtschenko, der Porträtmaler Nikolai Osipov Osipovich (1825–1901) und der afroamerikanische Schauspieler Ira Aldridge, der 1858 die Titelrolle bei der Uraufführung des Othello von Shakespeare in Sankt Petersburg verkörperte.
1860/61 reiste sie mit den Eltern über Deutschland und Frankreich nach Italien, wo sie insbesondere in Mailand von Leonardo da Vincis Fresko Das letzte Abendmahl beeindruckt war. In Florenz besuchte sie den Maler Nikolai Nikolajewitsch Ge und lernte bei ihm den in Sankt Petersburg tätigen Bildhauer Parmen Petrovitsch Zabello (1830–1917) und den Anarchisten Michail Alexandrowitsch Bakunin kennen. Die Rückreise erfolgte über die Schweiz.

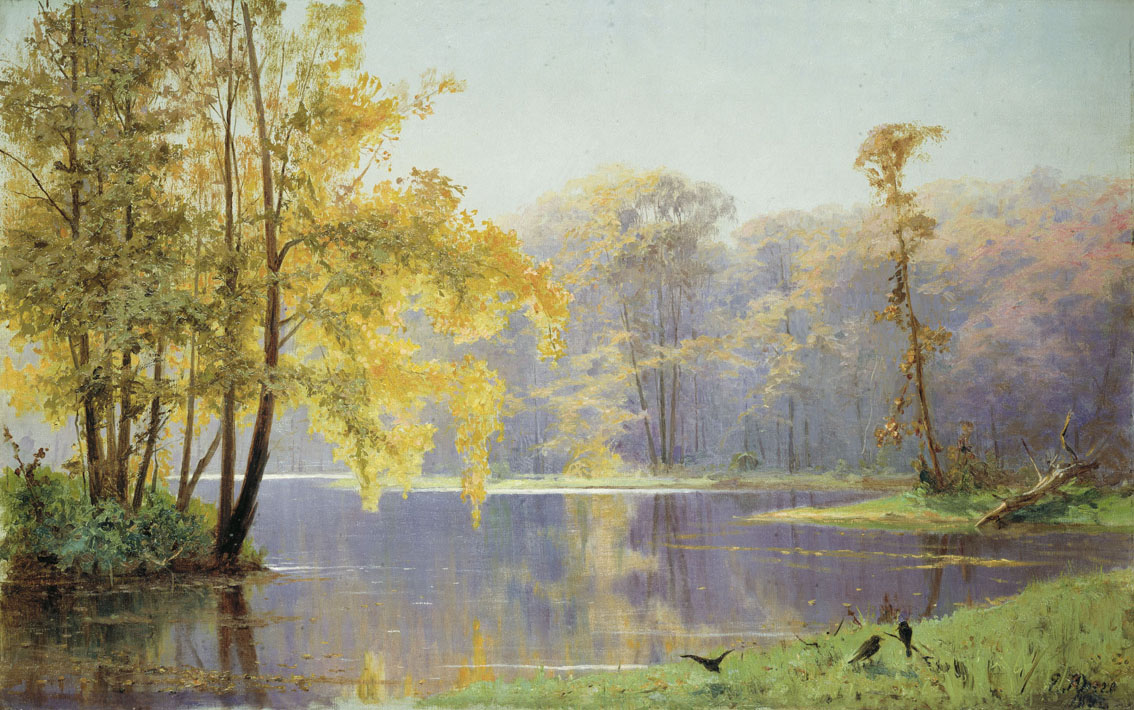
Herbst im Garten des Lefortowo-Palastes in Moskau, 1892, Tretjakow-Galerie

Am 15. September 1863 heiratete sie den deutsch-baltischen Ophthalmologen Eduard A. Junge (1832–1898), der von 1860 bis 1882 als Professor an der Universität Sankt Petersburg lehrte. Das Paar, das vier Söhne bekam, Wladimir (1864–1902), Fjodor (1866–1927), Alexander (1872–1921) und Sergei (1879–1902), nahm seinen Wohnsitz in Koktebel auf der Halbinsel Krim. Dort pflegte es enge Kontakte zu Künstlern, etwa zu dem Maler Maximilian Alexandrowitsch Woloschin und dessen Freundeskreis, darunter der Landschaftsmaler Vasily D. Polenov, der Arzt und Schriftsteller Efron Elpat’evskii (1854–1933) und der Kunsthistoriker und Kunstkritiker Alexej P. Nowitzki (1862–1934). Aus dem Verkauf von Grundstücken des Anwesens entstand die Künstlerkolonie Koktebel. Seit 1890 lebte Junge von ihrem Mann getrennt. Danach hielt sie sich nur noch sporadisch auf der Krim auf. Reisen führten sie durch Russland und u. a. nach Wyborg (1872), Berlin (1898) und Paris (1904). Von 1882 bis 1887 unterrichtete sie Landschafts- und Blumenmalerei mit vorbereitendem Zeichenkurs an einer Zeichenschule für Frauen in Kiew, anschließend in Moskau Öl- und Aquarellmalerei an der Stroganow-Schule (russisch Строгановский училище Stroganovskiy uchilishche) für Kunstgewerbe sowie Porzellanmalerei an einer Fortbildungsschule für Frauen (russisch Общество распространения практических знаний среди образованных женщин ‚Gesellschaft zur Verbreitung von praktischem Wissen unter gebildeten Frauen‘).
Ihre künstlerische Ausbildung erhielt Junge zunächst bei ihrem Vater. Außerdem reiste sie nach Düsseldorf und nahm bei dem Landschaftsmaler Oswald Achenbach und bei dem Genremaler Benjamin Vautier Privatunterricht, beide bedeutende Vertreter ihres Faches in der Düsseldorfer Malerschule. Von dort aus ging sie nach Paris und ließ sich im Atelier von Charles-François Daubigny unterweisen. Als Malerin blieb Junge nicht unbekannt. Besonders intensiv beschäftigte sie sich mit der Aquarellmalerei. Ihre Genrebilder und Landschaften erschienen regelmäßig in Ausstellungen der Gesellschaft der russischen Aquarellisten. Zu ihren Sammlern zählte der Mäzen Pawel Michailowitsch Tretjakow. Von 1882 bis 1887 war Junge als Lehrerin an einer Kunstschule in Kiew tätig, später auch in Moskau. Sie stand in Briefwechsel mit dem Maler Ilja Repin und dem Dichter Fedor Dostojewskij, der 1880 Patient ihres Mannes war. Ihr literarisches Interesse galt vor allem dessen Werken sowie denen von Alexander Puschkin und Leo N. Tolstoj, den sie häufig auf seinem Landsitz Jasnaja Poljana besuchte. Wegen ihrer Verdienste wurde sie 1885 von der Sankt Petersburger Akademie als freies Mitglied aufgenommen. Ihr Grab befindet sich auf dem Friedhof des Donskoi-Klosters in Moskau. Ihr Bildnis von Petr Schamschin (1845) verwahrt die Tretjakow-Galerie in Moskau; ein weiteres schuf 1901 Grigori G. Mjasojedov [Григорий Григорьевич Мясоедов].

## Schriften

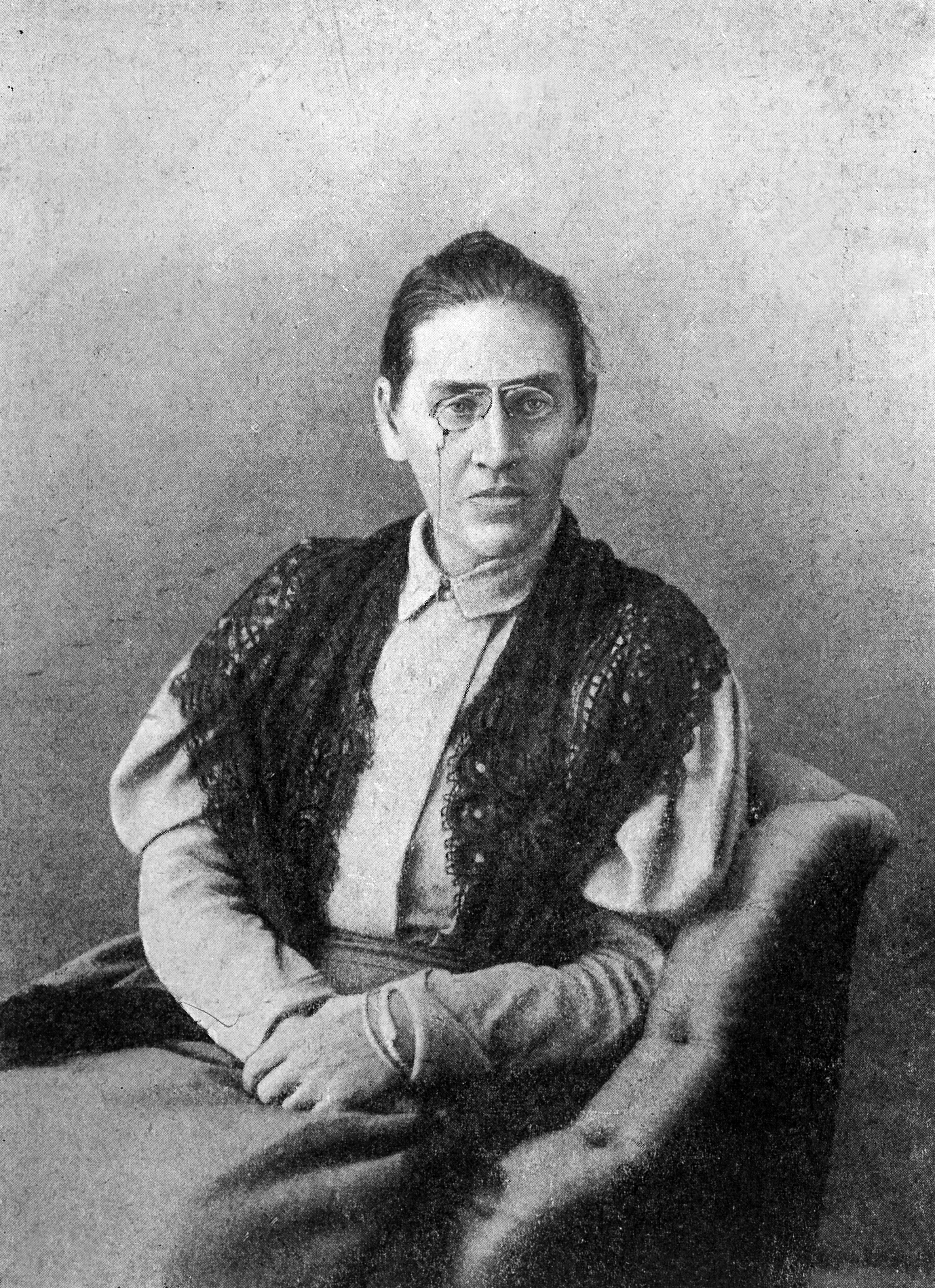
Jekaterina Junge in mittlerem Alter, Foto

- F. P. Tolstoi, Kindheit und Jugend. In: Russisches Kunstarchiv, 1892.
- Из моих воспоминаній. Iz moikh vospominanīĭ. In: Westnik Jewropy, 1905 (russisch; ‚Aus meinen Erinnerungen‘).
- Воспоминания: 1843–1860. Sphinks, Sankt Petersburg 1914 (russisch; ‚Erinnerungen: 1843–1860‘).
- Воспоминания. Переписка. Сочинения. 1843–1911, Kutschkowo, Moskau 2017 (russisch, kpole.ru; ‚Erinnerungen, Korrespondenz, Kompositionen 1843–1911‘).